# Cratere Qarlygha
Qarlygha  è un cratere sulla superficie di Venere.